# 聖德紀念繪畫館
聖德紀念繪畫館（日语：聖徳記念絵画館，せいとくきねんかいがかん）是位於日本東京都新宿區明治神宮外苑的一座美術館。

## 历史
這座建築是神宮外苑的最主要建築，展示描繪自幕末至明治時代的明治天皇生涯的繪畫。2011年，聖德紀念繪畫館和明治神宮寶物館被列入日本的重要文化財。自1990年開始，該建築在夜間進行點燈裝飾。美術館前方的銀杏行道樹亦是著名景點。

## 外部連結
- 明治神宮外苑による紹介サイト （页面存档备份，存于）
- 明治神宮外苑 - 聖徳記念絵画館工事に就いて （页面存档备份，存于） 小林政一 『土木建築工事画報』 第2巻 第12号 工事画報社 1926年（大正15年）12月発行
- 维基共享资源上的相關多媒體資源：聖德紀念繪畫館